# 吉尔兴
吉尔兴（德語：Gilching，發音：[ˈɡɪlçɪŋ]）是德国巴伐利亚州上巴伐利亚行政区施塔恩贝格县的市镇，面积31.5平方千米，2023年12月31日人口为19,296人。